# Eois marcearia
Eois marcearia är en fjärilsart som beskrevs av Achille Guenée 1858. Eois marcearia ingår i släktet Eois och familjen mätare. Inga underarter finns listade i Catalogue of Life.